# Ilmola kyrka

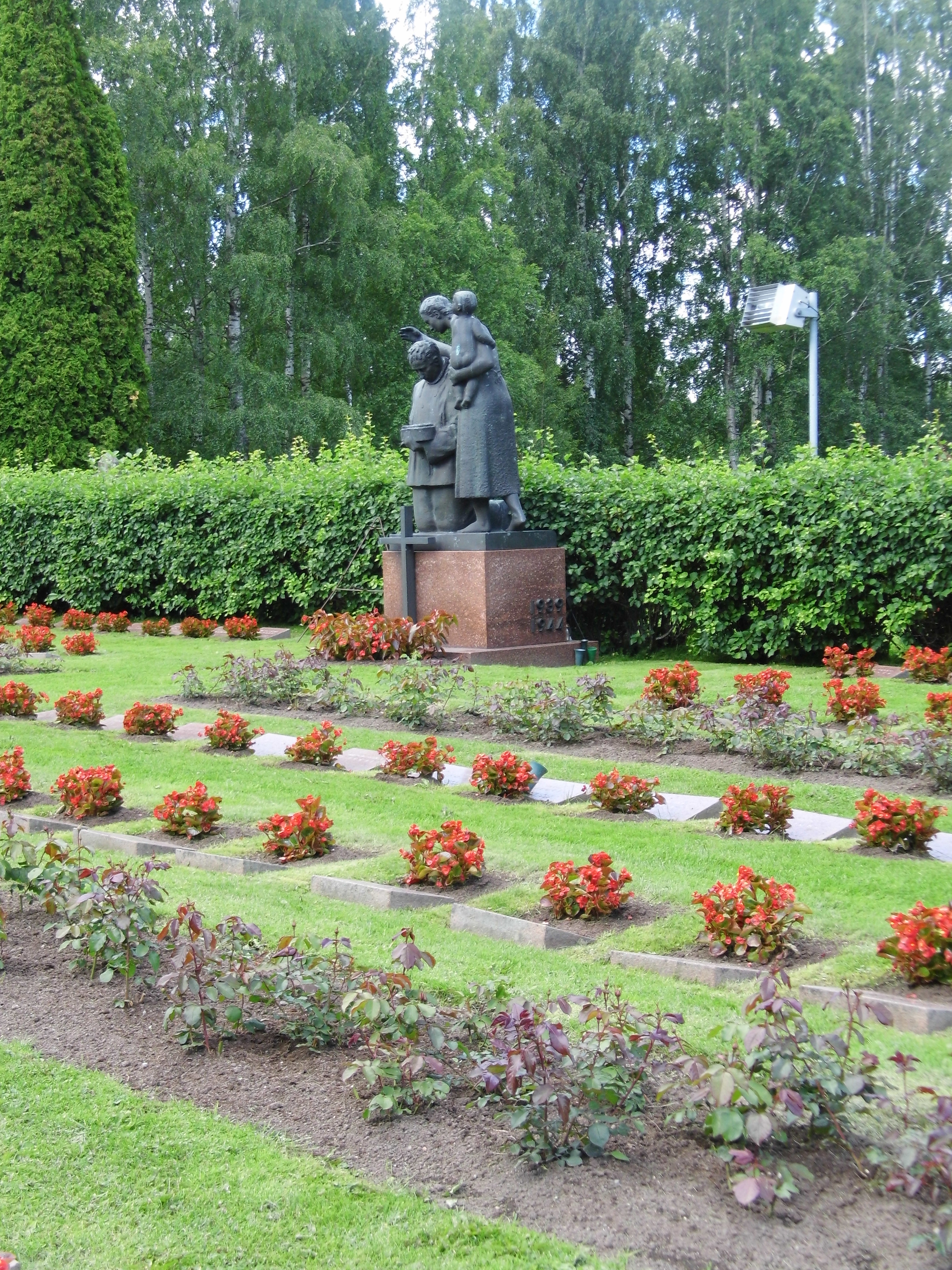
Aimo Tukiainen ritade minnesmärket över de stupade. Statyn restes 1951.

Ilmola kyrka (finska: Ilmajoen kirkko) finns i Ilmola kommun i Södra Österbotten i Finland.
Kyrkan är byggd av trä och rymmer omkring 1 200 personer. Det är den tredje kyrkan i ordningen och den planerades av  Matts Hongafrån Karleby. Kyrkan invigdes 1766, av kyrkoherden Salomon Hannelius. Altarets placering i mittkorset gör att det kan ses från alla fyra korsarmarna. Klockstapeln stod klar 1804.
Den nuvarande tvådelade altartavlan målades av Alexandra Frosterus-Såltin 1878.  Den övre tavlan föreställer Den uppståndne Jesus som möter Maria vid graven . Den nedre visar Jesus i graven och änglarna som tillber. Altartavlan donerades av färgaren  Johan Pihlman. Kyrkans ursprungliga altartavla av konstnären Johan Alm , finns  nu Ilmola kyrkomuseum. Den hade tak och väggmålningar av Michael Topelius. De målades över redan vid den första ommålningen av kyrkan 1836. Kyrkans väggar var i slutet av 1800-talet helt vita.
Kyrkan fick ny färgsättning vid grundrenoveringen 1934 när Urho Lehtinen målade tak och läktare. Utsidan av kyrkan var ursprungligen röd men målades vit i början av 1900-talet. Den senaste större renoveringen gjordes 1998. Takryttarens fönster öppnades så att ljuset flödar in i mittkupolen och färgsättningen blev ljusare.
Kyrkans orgel byggdes av Kangasala orgelfabrik  1951. Den är elektro-pneumatisk. Orgeln har 34+1 stämmor fördelade på tre manualer och pedalen. Orgeln har klocktoner på andra manualen och pedalen. Den är den tredje orgeln. Kyrkan fick sin första orgel redan 1768 tack vare Salomon Hannelius aktivitet. Orgeln var en av de första i inlandet.
Vid klockstapeln står en fattiggubbe, gjord av Erkki Lahti i mitten av 1850-talet. Fattiggubben är 126 cm hög.
På sydsidan om kyrkan finns ett minnesmärke över stupade ilmolabor i  finska inbördeskriget. Hjältegravens minnesmärke har gjorts av  Pauli Aaltonen och avtäcktes redan år 1918. Kyrkans andra hjältegrav från  andra världskriget finns på norra sidan. Minnesmärket ritades av Aimo Stöd - och stod klart 1951.

## Orgel
- 1768 byggde Carl Wåhlström en orgel med 8 stämmor för 7300 daler kopparmynt. Orgeln har även en dubbelblåsbälg.[3]

| Manual                       | Pedal        |
| Gedacht 8'                   | Bihangspedal |
| Principal 4'                 |              |
| Spetsflöjt 4'                |              |
| Qvinta 3' (2 2/3’)           |              |
| Octava 2'                    |              |
| Scharf III                   |              |
| Trumpet 8' (halverad stämma) |              |
| Trumpet 4' Bas               |              |
| Vox virginea                 |              |